# Téléclidès
Téléclidès (en Τηλεκλείδης / Têlekleídês) est un poète comique grec du Ve siècle av. J.-C. (actif de 440 à 430 av. J.-C.), contemporain de Périclès, Nicias, d'Aristophane et Eupolis.
Téléclidès fait de Socrate le coauteur des pièces d'Euripide. Selon Aristophane, le prétendu auteur collaborateur était un acteur renommé, Céphisophon, qui partageait également la maison et la femme du tragédien, tandis que Socrate enseignait à une école entière de plaisantins dont Euripide.
Seuls six titres et quelques fragments de ses pièces nous sont parvenus : dans l'une d'elles, Les Amphictyons (Ἀμφικτύονες / Amphiktúones), le poète représente un âge d'or d'abondance impossible et sans besoin d'effort. Dans cette pièce, le pain d’orge se bat avec le pain de froment pour être mangé par les hommes. Les autres titres de pièces connues sont Les Euménides, Les Hésiode (Ἡσίοδοι / Hêsíodoi), Les Prytanes (Πρυτάνεις / Prutáneis), Apseudeis (Ἀψευδεῖς, « Le Sans Mensonge ») et Les Forts (Στεῥοί / Sterhoí).
L'édition de ces fragments est publiée par Rudolf Kassel et Colin Austin.